# Aliena - Giuni dopo Giuni
Aliena - Giuni dopo Giuni  è un album postumo della cantautrice Giuni Russo, prodotto da Maria Antonietta Sisini, pubblicato il 15 gennaio 2021, distribuito da Warner Italy, GiuniRussoArte.

## Descrizione
L’album è composto da undici tracce, di cui quattro brani inediti. Venne commercializzato in due versioni: in un 33 giri color verde ed in CD.
Tra gli inediti, c’è Song of Naples (O sentiero d"o mare), l'ultima composizione di Giuni Russo, incisa nella primavera del 2004, pochi mesi prima della sua scomparsa.
Altro brano inedito è La forma dell'amore, già pubblicato, il 7 settembre 2020, sul canale YouTube ufficiale della cantante nella sua versione demo (inclusa anch'essa, nel CD, sotto forma di Ghost Track). 
Tutti i brani di questo album sono stati rimasterizzati per la pubblicazione.

## Tracce
1. Gli uomini di Hammamet
2. Para siempre (2020 Remaster)
3. La forma dell’amore
4. Song of Naples (O sentiero d’o mare)
5. Sharazad (2020 Remaster)
6. Non voglio andare via (2020 Remaster)
7. Cercati in me (2020 Remaster)
8. La sua voce (Come sei bella)
9. Tu che ne sai (2020 Remaster)
10. Pekino
11. La forma dell’amore (demo version [Ghost Track])